# Delta Fornacis
Delta Fornacis (103 Fornacis) é uma estrela na direção da constelação de Fornax. Possui uma ascensão reta de 03h 42m 14.90s e uma declinação de −31° 56′ 18.2″. Sua magnitude aparente é igual a 4.99. Considerando sua distância de 733 anos-luz em relação à Terra, sua magnitude absoluta é igual a −1.77. Pertence à classe espectral B5III.